# Imbrasia pumila
Imbrasia pumila är en fjärilsart som beskrevs av Eugène Louis Bouvier 1930. Imbrasia pumila ingår i släktet Imbrasia och familjen påfågelsspinnare. Inga underarter finns listade i Catalogue of Life.